# Unser Lied für Rotterdam
Unser Lied für Rotterdam war eine 60-minütige Sendung zur Vorstellung des deutschen Beitrags zum Eurovision Song Contest 2020. Anders als bei ähnlich klingenden Shows (z. B. Unser Lied für Israel) war hier der Künstler (Ben Dolic) mit seinem Titel (Violent Thing) bereits im Dezember ermittelt. Die Sendung wurde im ARD-Spartensender One und im Internet als Aufzeichnung vom Nachmittag ausgestrahlt.

## Inhalt
Hamburg-HafenCity in der ASTOR Film Lounge HafenCity vor 70 geladenen Gästen, Journalisten und Bloggern: Zunächst singt Michael Schulte eine Akustik-Version seines neuen Titels Keep Me Up. Es folgt ein Video mit einer Schlager-Parodie, bei dem Barbara Schöneberger die ESC-Vorwahl singend erklärt. ARD-Unterhaltungskoordinator Thomas Schreiber erläutert das Problem vorhergegangener Vorentscheide, die Anrufer dort seien im Vergleich zum eigentlichen Song-Contest andere Leute gewesen. Sky du Mont erklärt in einem Video das neue Prozedere zum Vorentscheid. ARD-Teamchef Christian Blenker beschreibt die Zusammenkunft zwischen Künstlern und Songs bei den Bandcamps. Alexandra Wolfslast als Head of Delegation wird vorgestellt.
Das Musikvideo zu Violent Thing von Ben Dolic wird als Premiere gespielt. Es folgt ein Interview mit Dolic bei dem auch eine Probeaufnahme gezeigt wird. Peter Urban und Michael Schulte kommentieren den Song und den Wettbewerb. Der Komponist des Titels, Borislaw Milanow, wird vorgestellt und interviewt. Zum Schluss singt Ben Dolic eine Akustik-Version seines Titels Violent Thing.